# Cantonul Savigny-le-Temple
Cantonul Savigny-le-Temple este un canton din arondismentul Melun, departamentul Seine-et-Marne, regiunea Île-de-France , Franța.

## Comune
- Nandy
- Savigny-le-Temple (reședință)
- Seine-Port